# Divas
Divas is de zevenentwintigste aflevering van het vierde seizoen van het tienerdrama Beverly Hills, 90210, die voor het eerst werd uitgezonden op 20 april 1994.

## Verhaal
Als Brenda te horen krijgt dat de gevierde toneelregisseur Roy Randolph naar de college komt, op zoek naar nieuw talent voor het toneelstuk Cat on a Hot Tin Roof, begint ze onmiddellijk haar voorbereidingen. Ook Laura Kingman doet auditie voor dezelfde rol en ze vraagt Steve om hulp bij het leren van het script. Al zijn vrienden raden hem af om haar te helpen, aangezien zij degene is die hem ooit vals beschuldigd heeft van verkrachting. Hij ziet er het kwaad echter niet van in en begint steeds meer met haar om te gaan. Kelly besluit Brenda te helpen met het leren van het script en wordt aangemoedigd om ook auditie te doen.
Kelly besluit mee te gaan als een gunst voor Brenda en lokt meteen de aandacht van Roy. Brenda is verrast als ze tot de ontdekking komt dat Kelly een van de finalisten is voor de hoofdrol, en als ze hoort dat zij is uitgegaan met Roy, is ze razend. Ondertussen maakt de 17-jarige dochter van Brandons directeur regelmatig versierpogingen. Hij slaat deze elke keer weer af, uit angst in problemen te komen met de directeur. Clare accepteert echter geen nee als antwoorden nodigt zichzelf bij hem uit, om zich vervolgens vast te binden aan zijn bed.
Dylan merkt dat Erika een hekel heeft aan haar moeders nieuwe vriend Kevin Weaver. Hij probeert haar ervan te overtuigen hem een kans te geven en redt ondertussen ook zijn leven. Andrea begint steeds meer in gewicht aan te komen en vermoedt dat er iets mis is met haar baby. David ergert zich aan Donna's hond en krijgt ruzie met haar over de manier waarop hij gestraft hoort te worden.

## Rolverdeling
- Jason Priestley - Brandon Walsh
- Shannen Doherty - Brenda Walsh
- Jennie Garth - Kelly Taylor
- Ian Ziering - Steve Sanders
- Gabrielle Carteris - Andrea Zuckerman
- Luke Perry - Dylan McKay
- Brian Austin Green - David Silver
- Tori Spelling - Donna Martin
- Carol Potter - Cindy Walsh
- James Eckhouse - Jim Walsh
- Mark D. Espinoza - Jesse Vasquez
- Joe E. Tata - Nat Bussichio
- Kathleen Robertson - Clare Arnold
- Noley Thornton - Erica McKay
- Kerrie Keane - Suzanne Steele
- Nicholas Pryor - Directeur Milton Arnold
- Tracy Middendorf - Laura Kingman
- Jason Carter - Roy Randolph
- David Hayward - Kevin Weaver